# لیونل لیندون
لیونل لیندون (انگلیسی: Lionel Lindon؛ ۲ سپتامبر ۱۹۰۵ – ۲۰ سپتامبر ۱۹۷۱) یک فیلم‌بردار اهل ایالات متحده آمریکا بود.

## جوایز
وی برنده جوایزی همچون جایزه اسکار بهترین فیلمبرداری در سال ۱۹۵۷ برای فیلم دور دنیا در هشتاد روز شده است.

## بخشی از فیلمشناسی
- به راه خود می‌روم (۱۹۴۴)
- کوکب آبی (۱۹۴۶)
- رابارب (فیلم ۱۹۵۱) (۱۹۵۱)
- منطقه گرمسیری (فیلم) (۱۹۵۳)
- دور دنیا در هشتاد روز (فیلم ۱۹۵۶) (۱۹۵۶) (جایزه اسکار بهترین فیلم‌برداری)
- می‌خواهم زنده بمانم! (۱۹۵۸)
- وحشی‌های جوان (۱۹۶۱)
- همه سقوط می‌کنند (۱۹۶۲)
- کاندیدای منچوری (۱۹۶۲)
- جایزه بزرگ (۱۹۶۶)
- دریانورد استثنایی (۱۹۶۹)